# Minitab
Minitab je balík statistických metod určených pro analýzy dat. Byl vyvinut na Pensylvánské státní univerzitě (Pennsylvania State University) týmem vědců v roce 1972. Jmenovitě Barbarou F. Ryan, Thomasem A. Ryan, Jr. and Brian L. Joiner. Minitab začal jako zjednodušená verze OMNITABu, programu na statistické analýzy od NIST.
Program je určen pro uživatele jak z oblasti praxe, tak z vysokých škol. Software nabízí řešení pro uživatele všech úrovní znalostí statistiky. Původně byl určen pro podporu výuky statistiky.
Minitab je distribuován společností Minitab Inc., soukromou společností se sídlem ve State Colledy v Pensylvánii, s pobočkami v Coventry, Anglie - Minitab Ltd., v (Paříži) - Minitab SARL a v Sydney, Austrálie - Minitab Pty.
Dnes je Minitab častou používán ve spojení s implementací Six Sigma a jiných, na statistice založených, metod procesního zlepšování.
Minitab 16, poslední verze softwaru, existuje v 7 jazykových verzích: anglické, francouzské, německé, japonské, korejské, čínské a španělské.
Minitab Inc. vytváří dva další produkty, které doplňují Minitab 16. Quality Trainer; vzdělávací balík pro výuku statistických nástrojů a postupů v kontaxtu zlepšování kvality, který je navázaný na Minitab 16 tak, aby rozvíjel uživatelovu statistickou znalosti a dovednosti v užívání software Minitab; a Quality Companion 3, integrovaný nástroj pro řízení Six Sigma a Lean projektů, který umožňuje kombinovat projektovému managementu data Minitabu s řídícími nástoroji a dokumentací.